# 結輝レイ
結輝 レイ（ゆうき れい、1990年7月15日 - ）は、日本のAV女優。
身長:158cm。スリーサイズ:B83(C-65)・W60・H88cm。血液型:O型。

## 略歴・人物
2009年に「滝沢悠（たきざわ ゆう）」（スターリースカイプロダクション所属）としてAVデビュー。この頃のプロフィールは、生年月日:1990年7月15日、身長:158cm、スリーサイズ:B88・W64・H88cm。また、「岡村優香（おかむら ゆうか）」の名前でイメージビデオにも出演している。
「滝沢悠」として短期活動した後、「結輝レイ」に改名した。

## 出演作品

### アダルトビデオ
「滝沢悠」名義
- GLAM RUSH （2009年5月22日、プレステージ）
- ギャルズトーク 04 （2009年6月11日、プレステージ）
- HEY-SAY! J☆K 01 （2009年7月10日、ラストラス）

「結輝レイ」名義
- GAL校生 #16 （2009年11月12日、ゼットン）
- 放課後わりきりバイト 16 （2009年11月16日、S級素人）
- 素人コギャルHEAVEN 4時間 NEO 14 （2009年11月20日、ケイ・エム・プロデュース）…オムニバス作品
- 白衣の痴女 （2009年11月20日、セックスエージェント）…オムニバス作品
- 舐めらか手コキ （2009年12月4日、オフィスケイズ）…オムニバス作品
- 女子校生×脚コキ 2 （2009年12月18日、オフィスケイズ）…オムニバス作品
- GALCIR 4 （2010年1月1日、アイデアポケット）
- 東京裏撮り女子校生 （2010年1月15日、ケイ・エム・プロデュース）…オムニバス作品
- 黒スト足コキ （2010年2月19日、セックスエージェント）…オムニバス作品
- ベニパン手コキ女子校生 （3月19日、セックスエージェント）…オムニバス作品
- 女子コーセーの極エロ丸見え正常位。 （2010年7月16日、セックスエージェント）…オムニバス作品
- 女子校生のオマ○コ汁 Vol.3 （2010年8月20日、オフィスケイズ）…オムニバス作品

### イメージビデオ
- 岡村優香・17の御法度 〜この娘本気でイキまくり。〜 （2009年8月29日、オルスタックピクチャーズ） ※「岡村優香」名義